# Дерска
Дерска (рум. Dersca) — комуна у повіті Ботошані в Румунії. До складу комуни входить єдине село Дерска.
Комуна розташована на відстані 395 км на північ від Бухареста, 43 км на північний захід від Ботошань, 138 км на північний захід від Ясс.

## Населення
За даними перепису населення 2002 року у комуні проживали 5123 особи.
Національний склад населення комуни:
| Національність | Кількість осіб | Відсоток |
| -------------- | -------------- | -------- |
| румуни         | 5122           | > 99,9%  |
| угорці         | 1              | < 0,1%   |

Рідною мовою назвали:
| Мова      | Кількість осіб | Відсоток |
| --------- | -------------- | -------- |
| румунська | 5121           | > 99,9%  |
| угорська  | 2              | < 0,1%   |

Склад населення комуни за віросповіданням:
| Релігія       | Кількість осіб | Відсоток |
| ------------- | -------------- | -------- |
| православні   | 4518           | 88,2%    |
| п'ятдесятники | 550            | 10,7%    |
| бретрени      | 45             | 0,9%     |
| баптисти      | 5              | 0,1%     |
| римо-католики | 2              | < 0,1%   |
| адвентисти    | 2              | < 0,1%   |
| атеїсти       | 1              | < 0,1%   |

## Зовнішні посилання
- Дані про комуну Дерска на сайті Ghidul Primăriilor